# Aygün Kazımova
Aygün Kazımova (* 26. leden 1971 Baku, Ázerbájdžán) je ázerbájdžánská zpěvačka. Kromě své rodné země je populární zejména v Turecku a Rusku. Ještě širší mezinárodní ohlas zaznamenala její společná píseň s americkým raperem Snoop Doggem Coffee from Colombia z roku 2013.

## Diskografie
- 1990: Bayatı (LP)
- 1997: Ömrüm - Günüm
- 1998: Göz Yaşımı Yar Silər
- 1999: Ah...!
- 2000: Sənsizliyim
- 2000: Aygün
- 2001: Sevdim
- 2003: Sevgi Gülləri
- 2004: Son söz
- 2005: Sevərsənmi?
- 2008: Yenə Tək
- 2014: (Coffee from Colombia feat. Snoop Dogg)[3]
- 2020: Crystal Hall [4]
- 2020: By SS production
- 2020: Remakes

### EP
- 2018: Duy[5]

### Singly
| Singl                                                | Rok  |
| ---------------------------------------------------- | ---- |
| Hayat Ona Güzel                                      | 2012 |
| İkinci Sen (feat. Sinan Akçıl)                       | 2012 |
| İkinci Sen (Batu Çaldıran Remix) (feat. Sinan Akçıl) | 2012 |
| Telafisi Yok                                         | 2013 |
| İtgin gəlin                                          | 1994 |
| Unutmuşam                                            | 2015 |
| Ağlım Başıma Gəldi                                   | 2015 |
| Sənə Xəstəyəm                                        | 2014 |
| Qol                                                  | 2012 |
| Petrol                                               | 2010 |
| Qoy Bütün Aləm Bizdən Danışsın                       | 2012 |
| Arama beni                                           | 2016 |
| Dola Mənə Qolunu                                     | 2016 |
| Səni Belə Sevmədilər                                 | 2015 |
| Seni Böyle Sevmediler                                | 2017 |
| S.U.S.                                               | 2017 |
| Hardasan                                             | 2018 |
| Yaraşdın Mənə (feat. Rauf)                           | 2018 |
| Пусть                                                | 2018 |
| AYA (feat. Rauf)                                     | 2018 |
| Paramparça                                           | 2019 |
| Dola Mənə Qolunu (feat. Rəsul Əfəndiyev)             | 2019 |
| Mən Gəlirəm                                          | 2019 |
| Kim Dinler Sizi                                      | 2019 |
| Gedək Şəhərdən (feat. Rəsul Əfəndiyev)               | 2019 |
| Səni Düşündükcə (Remake)                             | 2019 |
| Jalma (Remake) (feat. Philipp Kirkorov)              | 2019 |
| Yalana Bax (Jay Aliyev Remix)                        | 2019 |
| Vocalise (Remake)                                    | 2019 |
| Ehtiyacım Var                                        | 2019 |
| Jan Azerbaijan (feat. Philipp Kirkorov)              | 2019 |
| Bizdə Danışaq (feat. Rauf)                           | 2020 |
| Jalma (Remake) (Solo)                                | 2020 |
| Dəli fikirlər                                        | 2020 |
| İcazəli (feat. Miri Yusif)                           | 2020 |
| Vətən oğlu                                           | 2020 |
| Yarımdı o (feat. Rəsul Əfəndiyev)                    | 2021 |
| Bu qadın                                             | 2021 |

## Filmy
- 1996: Yarımştat
- 1999: Yaşıl Eynəkli Adam 2
- 2001: Nekrolog
- 2002: Qış nağılı
- 2004: Tam Məxfi
- 2005: Məşədi İbad 94
- 2006: Adam Ol! 2